# Open GDF SUEZ 42 2011
L'Open GDF SUEZ 42 2011 è stato un torneo di tennis facente parte della categoria ITF Women's Circuit nell'ambito dell'ITF Women's Circuit 2011. Il torneo si gioca a Andrézieux-Bouthéon in Francia dal 17 al 23 gennaio 2011 e ha un montepremi di $25,000.

## Vincitori

### Singolare
Mona Barthel ha battuto in finale  Stephanie Vogt con il punteggio di 6–3 3–6 6–4

### Doppio
Darija Jurak /  Valerija Savinych hanno battuto in finale  Kiki Bertens /  Richèl Hogenkamp con il punteggio di 6–3 7–6(0)